# Tadeusz Cholewa
Tadeusz Cholewa (ur. 2 września 1908, zm. 24 kwietnia 1988) – polski Sprawiedliwy wśród Narodów Świata

## Życiorys
Latem 1942 roku, na krótko przed likwidacją wielickiego getta pod Krakowem, Ezajasz Schnur, jego żona Sala i jej brat Jan Wasserberger zwrócili się do dawnego przyjaciela Tadeusza Cholewy z prośbą o tymczasowe umieszczenie ich w swoim mieszkaniu po aryjskiej stronie miasta. Cholewa zgodził się na schronienie uchodźców mieszkaniu, w którym mieszkał z dwoma siostrami. Za dnia ukrywani przebywali u Cholewy, natomiast w nocy i w czasie nalotów niemieckich ukrywali się w podziemnym schronie. W sierpniu 1942 roku, na kilka dni przed likwidacją wielickiego getta, Sala Schnur urodziła w podziemnym schronie dziecko. Ponieważ obecność dziecka stanowiła dodatkowe zagrożenie zarówno dla uchodźców, jak i dla Cholewy, Tadeusz przetransportował je do domu dziecka w Krakowie, nie ujawniając jego pochodzenia. Ze względu na rosnące niebezpieczeństwo, ukrywani przez Cholewę Schnurowie i Wasserbergowie wyjechali do Krakowa, a następnie do Warszawy, gdzie pozostali do wyzwolenia przez Armię Czerwoną. Dziecko Schnurów, które przeżyło, zostało zwrócone rodzicom, a po wojnie rodzina wyemigrowała do Australii, skąd utrzymywała kontakt z Cholewą aż do jego śmierci.  
15 maja 1986 r. Tadeusz Cholewa został uznany przez Jad Waszem za Sprawiedliwego wśród Narodów Świata. Zmarł 24 kwietnia 1988 r. i został pochowany na cmentarzu komunalnym w Wieliczce.  